# Deltomerus
Deltomerus  (лат.) — род жужелиц из подсемейства Patrobinae.

## Описание
Голова с перетяжкой далеко за глазами. Темя с многочисленными щитконосными порами. Лапки сверху в волосках.

## Распространение
Один вид — Deltomerus carpathicus (L. Miller, 1868) представлен в Украине, обитает в Карпатах и внесен в местную Красную Книгу.

## Систематика
В составе рода включают 67 видов:
- Deltomerus bosnicus Apfelbeck, 1908
- Deltomerus carpathicus (L. Miller, 1868)
- Deltomerus depressus A. Fiori, 1896
- Deltomerus malissorum Apfelbeck, 1918
- Deltomerus nopcsai Csiki, 1940
- Deltomerus paradoxus Apfelbeck, 1908
- Deltomerus sterbai (Rambousek, 1909)
- Deltomerus tatricus (L. Miller, 1859)
- Deltomerus weiratheri G. Müller, 1937